# Eine wie keine
Eine wie keine è una soap opera tedesca prodotta dal 2009 al 2010 Grundy UFA da Phoenix Film e trasmessa in Germania dall'emittente televisiva Sat.1 e in Austria dall'emittente televisiva ORF 1. Protagonisti della fiction sono Marie Zielcke e Arne Stephan; altri interpreti principali sono Christian Kahrmann, Mirjam Heimann, Anett Heilfort, Günter Barton, Ivonne Schönherr, Birte Berg, Alexander Türk, Philipp Romann, Regine Hentschel, ecc.
La fiction si compone di una sola stagione per un totale di 212 episodi. Il primo episodio fu trasmesso in prima visione il 16 agosto 2009, mentre l'ultimo episodio andò in onda il 17 settembre 2010.

## Trama
Dopo il divorzio dal marito, che le ha tolto anche l'affidamento del figlio, Manuela "Manu" Berlett inizia a lavorare presso l'Hotel Aden di Berlino: lì si innamora del direttore Mark Braun.

## Produzione
- Location principale della soap opera fu l'hotel The Westin Grand Berlin nella Friedrichstraße, nel quartiere di Mitte, già location di produzioni hollywoodiane[7]